# ホーマン遷移軌道
ホーマン遷移軌道（ホーマンせんいきどう、英語: Hohmann transfer orbit) またはホーマン軌道（ホーマンきどう、英語: Hohmann orbit）とは、同一軌道面にある2つの円軌道の間で、軌道を変更するための遷移軌道である。ドイツのヴァルター・ホーマンが1925年に提案した。

## 概念

ホーマン遷移軌道(2)。軌道(1)から(3)、または逆に移動する。

ホーマン遷移軌道は、内側の軌道上に近点が有り、外側の軌道上に遠点が有る楕円軌道である（近点・遠点を参照）。軌道半径の比が約11.94を超えず、同一の軌道面上の2つの円軌道の間の遷移の中で、最少のエネルギーで遷移できる軌道である。また、近点と遠点の2回だけしか速度変化を必要としない。なお、軌道半径の比が約11.94を超える場合には、二重楕円遷移の方がエネルギー効率が高い。
静止トランスファ軌道は、低軌道から静止軌道へのホーマン遷移軌道である。地球において、その静止衛星の軌道投入では、ほとんどが静止トランスファ軌道を使用している。なお、低軌道の軌道面が赤道面と一致している事はまずないため、ホーマン遷移と同時に軌道面の遷移も行う。
惑星探査機では、黄道面および目的地の軌道傾斜角が問題となることや、打ち上げタイミングが会合周期（惑星により0.3年 - 2.2年）に1回しか訪れないため、単純なホーマン遷移軌道を使う事例は少ない。